# Teucrium polium
Il camedrio polio (Teucrium polium L., 1753) è una pianta suffruttice, perenne, appartenente alla famiglia delle Lamiaceae. Originaria del bacino del Mediterraneo e dell'Europa orientale.

## Distribuzione e habitat
In Italia è presente maggiormente nel meridione e nelle isole, sia in pianura che in montagna fino ai 1500 m s.l.m, in ambienti aridi, con terreni sabbiosi o ghiaiosi.

## Morfologia
Tutta la pianta è molto pubescente e di colore grigio-chiara, di odore aromatico e di sapore amaro, aromatico e piccante.

### Fusto
È una pianta cespugliosa, con pochi fusti di 10–12 cm, eretti o ascendenti, fittamente ramificati nella parte superiore.

### Foglie
Le foglie sono lunghe al massimo 2 cm, larghe 2–4 mm, hanno il margine intero e ripiegato in basso nella metà inferiore, crenato, e disteso nella parte superiore. Spesso la faccia superiore delle foglie è verde.

### Fiori

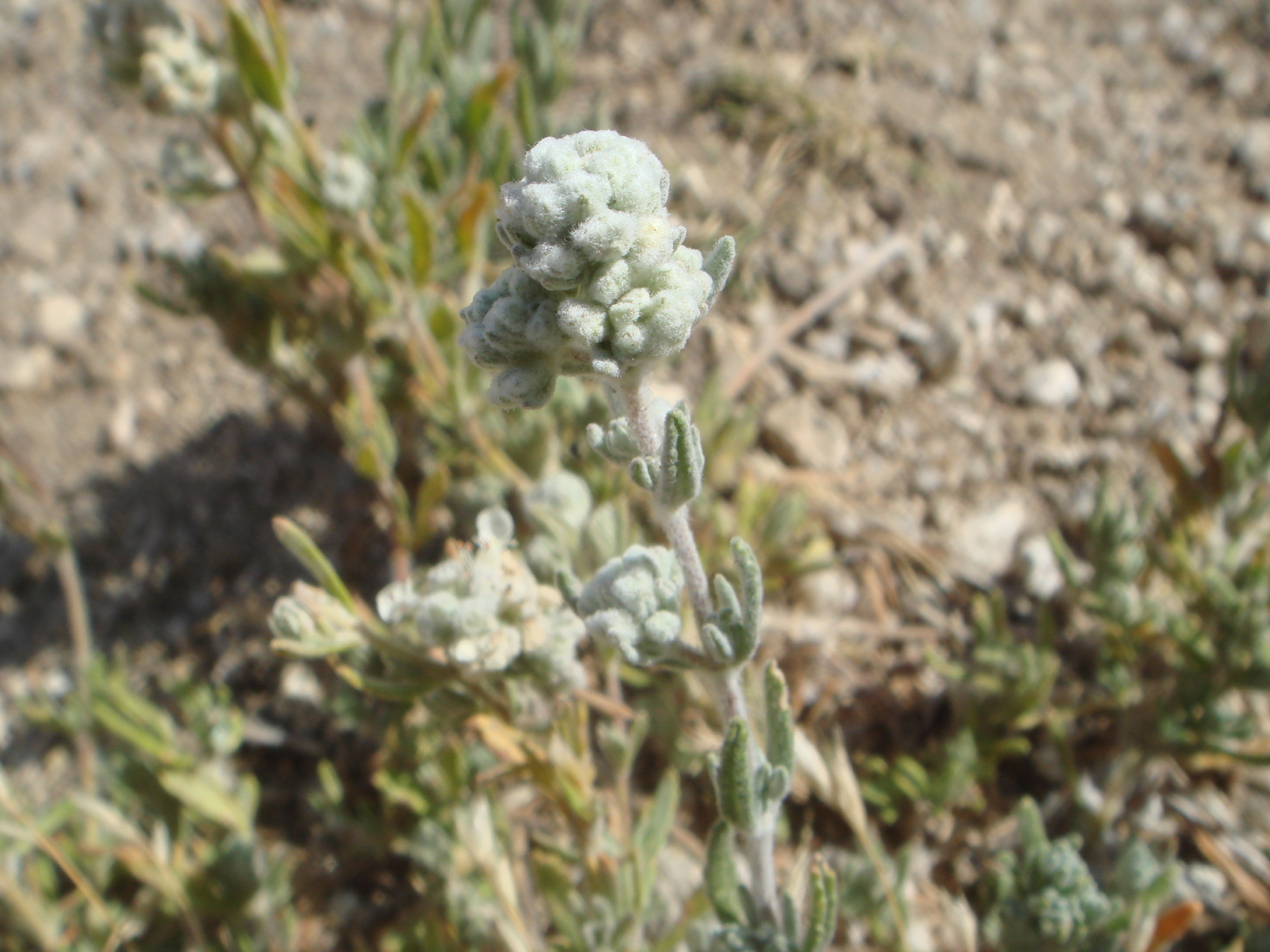
Fiore di Teucrium polium L. subsp. capitatum (L.) Arcang.

I fiori sono riuniti in verticillastri piccoli 2–4 mm bianchi o bianco-gialli, con antere rosse, sono raccolti in piccole infiorescenze rotondeggianti, in forma di capolini alle estremità. 

## Sottospecie
- Teucrium polium L. ssp. aureum (Schreber) Arcang.
- Teucrium polium L. ssp. capitatum (L.) Arcang.

## Principi attivi
Il sapore amaro è dato dalla scordeina, sostanze tanniniche, olio essenziale, una saponina acida. Inoltre contiene due diterpeni: picropelina, teucrina.

## Usi
Viene utilizzata la pianta intera e le foglie della pianta. Ha proprietà tonico-aromatiche, stimolanti della funzione gastro-intestinale, utilizzato esternamente favorisce l'atrofia delle adenoidi delle fosse nasali e della faringe, fungifughe e antisettiche.
Recenti studi hanno dimostrato che alcuni costituenti risultano epatotossici per l'uomo.